# Schröters Löwenzahn
Schröters Löwenzahn (Taraxacum schroeterianum) war bis 2021 eine Pflanzenart in der Gruppe der Rotfrüchtigen Löwenzähne (Taraxacum sect. Rhodocarpa). Diese Sektion ist mittlerweile als Synonym zu Taraxacum sect. Alpestria aufzufassen (Stepanek & Kirschner 2022). Die Sektionszuordnung der Art ist daher aktuell unbekannt.

## Erscheinungsbild

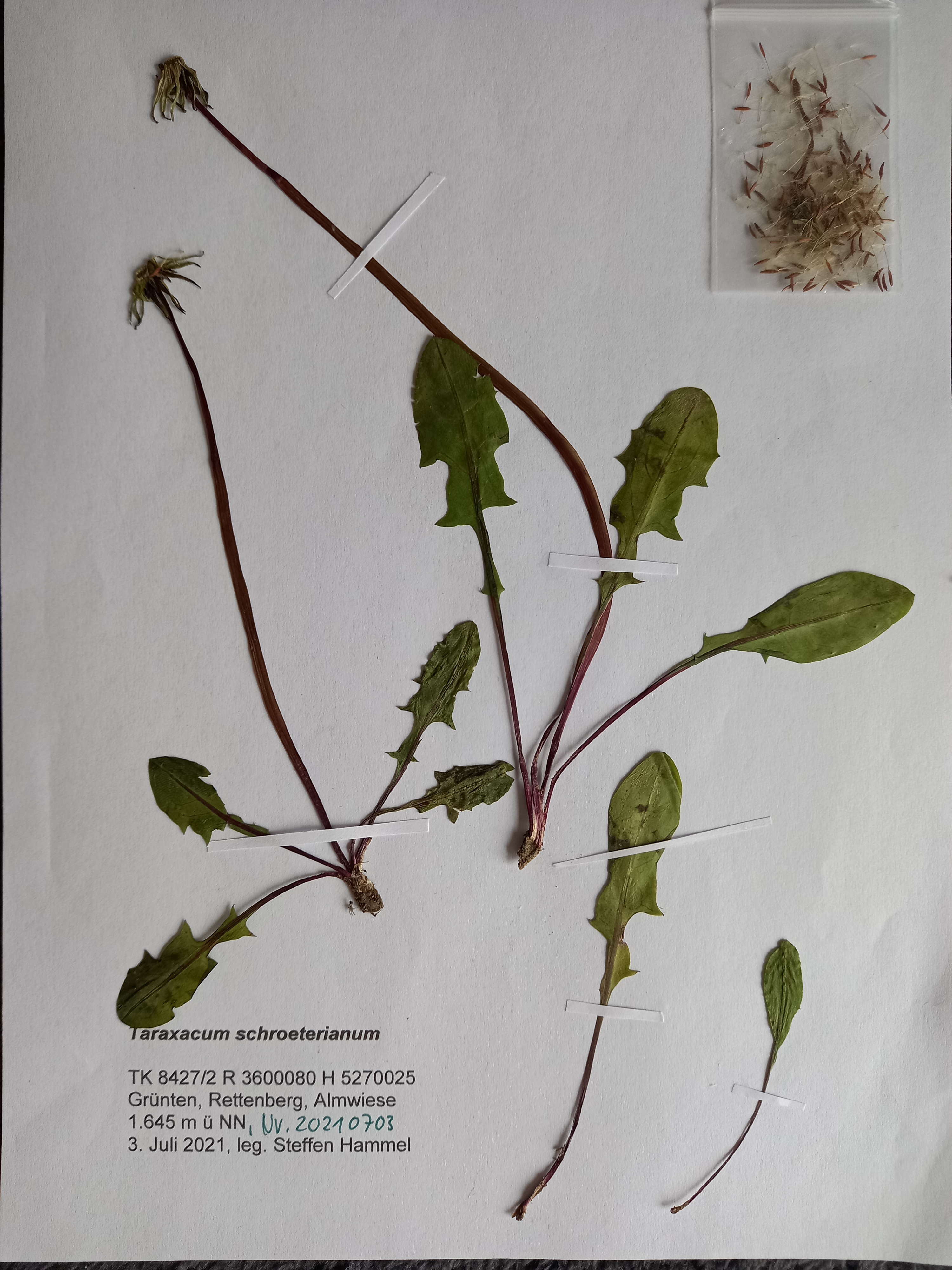
Herbarbeleg von Taraxacm schroeterianum; Staatliches Museum für Naturkunde Stuttgart

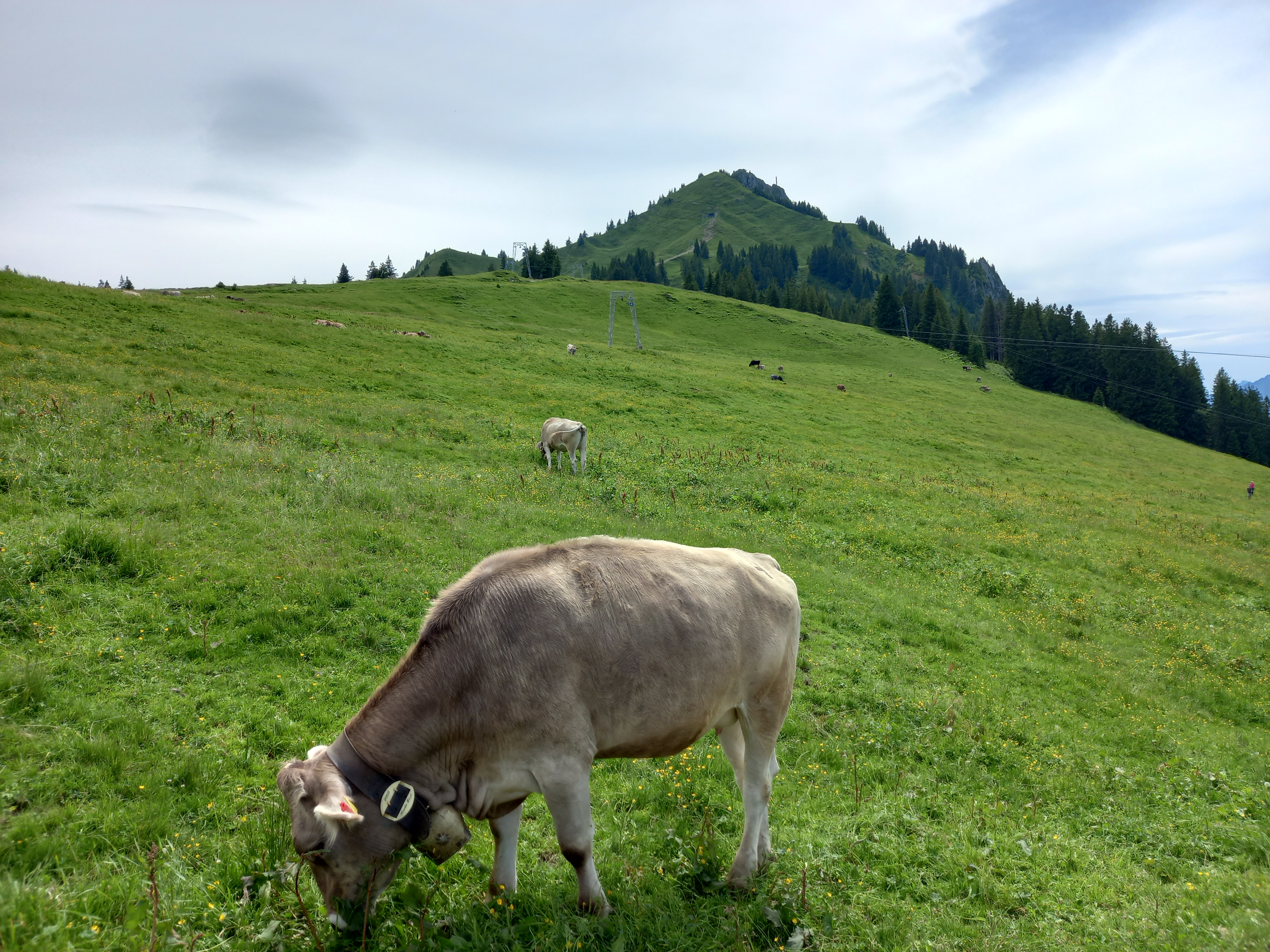
Almwiese als Lebensraum von Taraxacum schroeterianum am Grünten (Hintergrund) bei Rettenberg

Die Pflanze wird 5 bis 35 cm hoch. Die Rosette ist zerstreut weißflockig, ohne alte Blattreste. Die Blätter sind wenig geteilt, mit zurückgebogenen, dreieckigen Zähnen, Blattstiel dunkelpurpurn. Die äußeren Hüllblätter von Taraxacm schroeterianum sind eiförmig bis breit-lanzettlich, 1,5 bis 3,5 mm breit, ohne hellen Rand, zur Blütezeit +/- anliegend. Die Blüten sind außen purpurnfarben. Die Achänen (ohne Schnabel) sind 4 bis 5 mm lang, rotbraun, der Schnabel ist ca. 1,5-mal so lang wie die Frucht.
Die Pflanze blüht je nach Höhenlage von Ende Juni bis August, in warmen Jahren auch etwas früher.
Die Chromosomenzahl beträgt 2n = 24.

## Erstbeschreibung
Taraxacum schroeterianum wurde 1905 von dem österreichischen Botaniker Heinrich Raphael Eduard Freiherr von Handel-Mazzetti erstbeschrieben.

## Verbreitung
Schröters Löwenzahn hat seinen Verbreitungsschwerpunkt im Westalpenraum vor allem in Frankreich und in der Schweiz. Vorkommen finden sich auch in Liechtenstein und sehr selten in Österreich. In Deutschland ist die Art bisher erst zwei Mal nachgewiesen worden.

## Verbreitung in Deutschland
Der erste Nachweis aus Deutschland geht auf Erhard Dörr zurück. Er fand die Pflanze am 3. Juli 1985 an der „Alten Piesenalpe“ westlich Oberstdorf-Rohrmoos, ca. 1.460 m ü NN. Die endgültige Bestimmung und Zuordnung führten Jan Kirschner und Jan Štepánek Jahre später durch. Der aktuelle Zweitnachweis stammt von Ute und Steffen Hammel vom „Grünten“ bei Rettenberg (3. Juli 2021).

## Standortansprüche
Das subalpin bis alpine Taraxacum schroeterianum kommt vor allem im Flachmooren und in Quellfluren vor. Am Grünten sind auch feuchte Almwiesen für das Auftreten ausreichend.

## Artenschutz
Schröters Löwenzahn ist im Westalpenraum nicht extrem häufig. In Liechtenstein ist die Art sehr selten, in Österreich und in Deutschland vom Aussterben bedroht. Für die drei letztgenannten Staaten sind Schutzmaßnahmen dringend erforderlich. Am einzigen aktuellen deutschen Vorkommen soll der Skibetrieb intensiviert werden.